# Penstemon ophianthus
Espèce
Penstemon ophianthus  est une espèce de plantes de la famille des Plantaginacées, originaire d'Amérique du Nord. Elle est connue sous le nom de  Snake Beardtongue en anglais. 

## Description
Cette espèce est pérenne et peut atteindre 20cm de hauteur. Les fleurs sont généralement de couleur pourpre.